# Klaus Stemmer
Klaus Stemmer (* 5. Mai 1942 in München) ist ein deutscher Klassischer Archäologe.
Nach dem Studium der Klassischen Archäologie wurde er 1972 an der Universität Freiburg i. Br. bei Paul Zanker mit einer Dissertation zu den römischen Panzerstatuen promoviert. 1973–74 hatte er das Reisestipendium des Deutschen Archäologischen Instituts inne. 1974 bis 1977 arbeitete als Referent in der Zentraldirektion des Deutschen Archäologischen Instituts in Berlin. 1977 bis 1979 war er wissenschaftlicher Assistent am Archäologischen Institut der Universität Bonn. Von 1979 bis 2007 war er Akademischer Rat und Kustos der Abguss-Sammlung Antiker Plastik der Freien Universität Berlin.

## Veröffentlichungen
- Untersuchungen zur Typologie, Chronologie und Ikonographie der Panzerstatuen. Archäologische Forschungen 4, Berlin 1978, ISBN 3-7861-5000-1 (= Dissertation).
- (Hrsg.): Kaiser Marc Aurel und seine Zeit. Das Römische Reich im Umbruch. Ausstellung. Abguss-Sammlung Antiker Plastik, Berlin 1988.
- Casa dell’Ara massima (VI 16, 15–17). Häuser in Pompeji, Band 6, München 1992, ISBN 3-7774-5820-1.